# پیترو آنتونیو ترتزینی

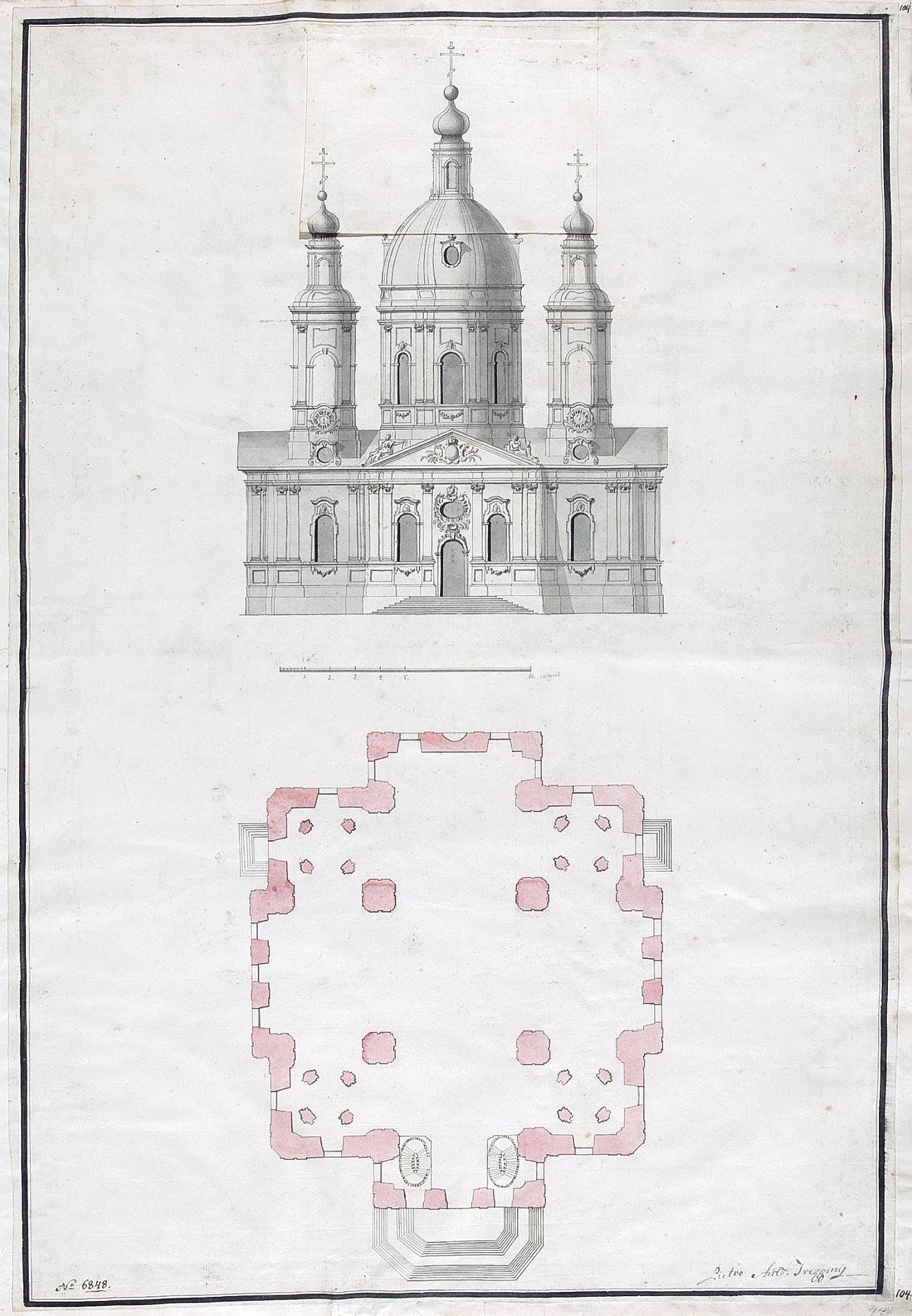
پیترو آنتونیو ترزینی - طراحی هنگ محافظان کلیسای زندگی پرئوبراژنسکی. پلان و نما، دهه 1730. قلم، قلم مو و جوهر هندی. 47x25 سانتی متر

 پیترو آنتونیو ترتزینی (انگلیسی: Pietro Antonio Trezzini؛ ۱۶۹۲ – دهه) یک معمار اهل سوئیس بود.